# Тагиев, Анар Агиль оглу
 Тагиев Анар Агиль оглу (азерб. Anar Aqil oğlu Tağıyev; род. 25 марта 1981 , Баку, СССР) — Азербайджанский государственный и политический деятель, Глава исполнительной власти города Евлах (2018).

## Биография
Родился 25 марта 1981 года в городе Баку. В 1997 году окончил среднюю школу № 1 города Баку, в 2001 году-Бакинский государственный университет, в 2005 году-Московский государственный областной университет. Во время учёбы с 1999 по 2002 год работал юристом по общим делам в компании «Eurostyle», в 2006 году работал инженером в отделе совместных проектов Бакинского Завода Глубоководных Оснований им. Г. Алиева. В 2006—2008 годах работал консультантом в секторе по работе с молодёжными организациями, отдела по работе с молодежью Министерства молодежи и спорта Азербайджанской Республики. В 2008—2010 годах работал заведующим отделом по работе с общественными организациями и политическими партиями, в 2010—2011 годах-заведующим отделом по работе с органами территориального управления и местного самоуправления, с 2011 года-заместителем главы Исполнительной власти Насиминского района. Распоряжением Президента Азербайджанской Республики от 31 октября 2019 года № 1527 назначен главой Исполнительной власти города Евлах.

Распоряжением Президента Азербайджанской Республики Ильхама Алиева от 22 июня 2019 года награждён медалью «За отличие на государственной службе».
С 2006 года член Партии «Ени Азербайджан».

## Личная жизнь
Женат, имеет 3 детей.